# Qbuzz
Qbuzz est une entreprise de transports en commun urbains et interurbains des Pays-Bas, présente dans les villes de Utrecht, Drenthe et Groningue. L'entreprise, créée en 2008, était une filiale d'Abellio, puis de la compagnie nationale néerlandaise de chemins de fer NS avant d'être rachetée par la filiale transport routier du groupe public italien Ferrovie dello Stato Italiane, Busiltalia - Sita Nord. Qbuzz, troisième compagnie de transports publics routiers opérant aux Pays-Bas, a réalisé un chiffre d'affaires de 210 millions d'euros en 2016, dispose d'une flotte de 614 autobus et autocars dont 40% a moins de 5 ans ainsi que 26 tramways. En 2017, la compagnie a transporté quotidiennement 250 000 passagers (soit plus de 90 millions dans l'année) et emploie 1 670 salariés.

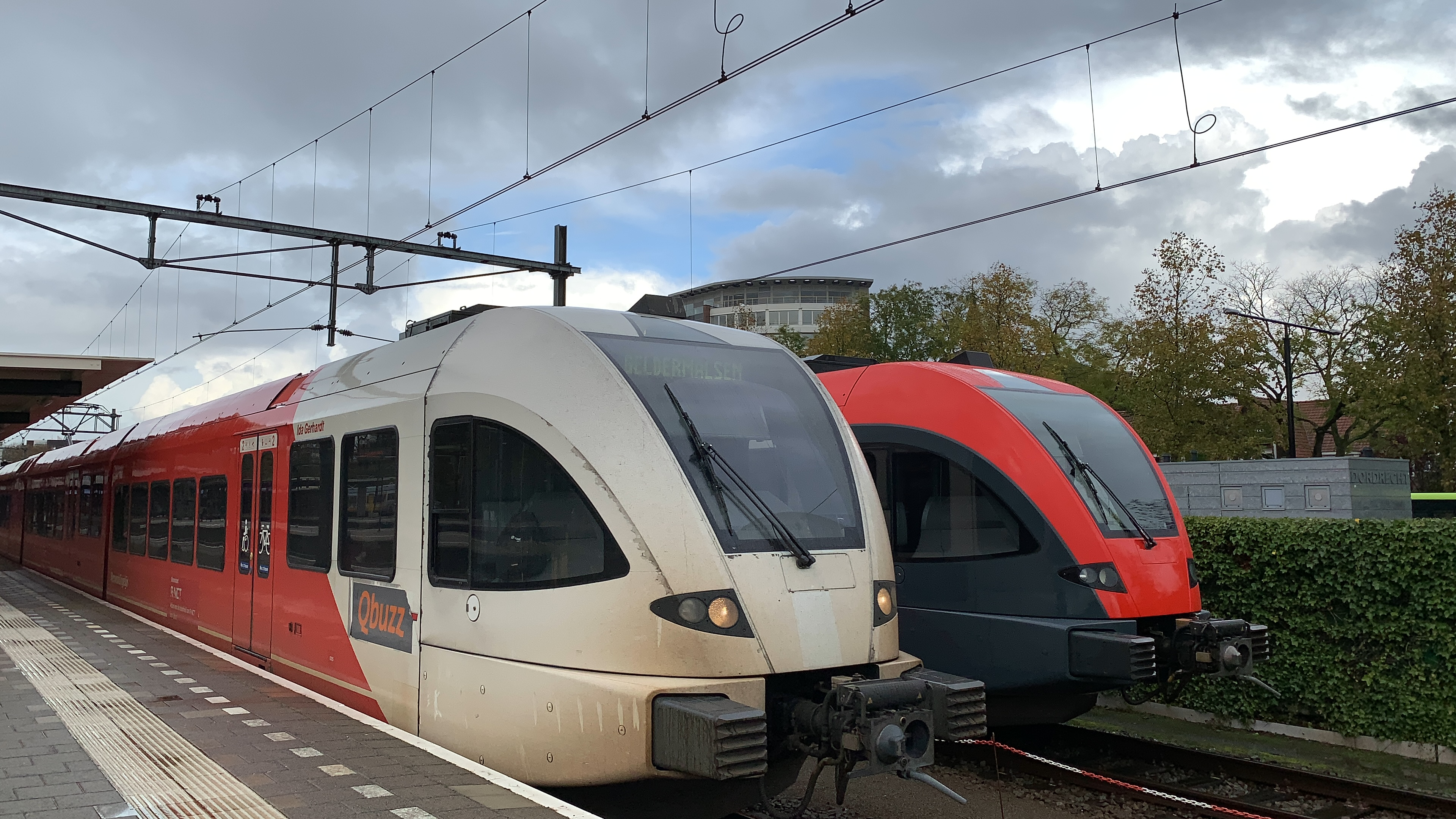
Rames automotrices électriques Qbuzz en gare de Dordrecht

## Histoire
La compagnie de transports Qbuzz a été créée en avril 2008 par Rob van Holten et Leon Struijk, deux anciens dirigeants de la compagnie néerlandaise de transports Connexxion, qui avaient démissionné de leur poste au début de l'année. Les chemins de fer néerlandais NS ont favorisé cette initiative en prenant une participation de 49% dans Qbuzz. Des opérateurs de transport régionaux ont considéré que c'était une concurrence déloyale, attendu que l'État des Pays-Bas est propriétaire de toutes les actions de "NS", qui pourrait indirectement octroyer l'aide d'État à l'entreprise. Les tribunaux ont débouté les demandeurs à plusieurs reprises.
En avril 2013, les NS prennent le contrôle total de Qbuzz. En mars 2015, Qbuzz a obtenu une concession de 15 ans pour l'exploitation de services dans la région du Limbourg à partir de décembre 2016. Cependant, après la découverte d'irrégularités au cours du processus d'appel d'offres, le contrat a été attribué à Arriva.
En août 2015, une information confidentielle est révélée par la presse, NS s'apprête à vendre Qbuzz à la SNCF. La compagnie néerlandaise NS voulait échanger Qbuzz contre une participation dans le consortium Thalys International. D'autres sources affirment que cette vente serait une conséquence directe du scandale des apples d'offres truqués du Limbourg. Cette vente a été immédiatement annulée.
En juillet 2016, les NS annoncent leur intention de vendre l'entreprise et, en juillet 2017, confirment officiellement avoir sélectionné un nouvel acquéreur qui a obtenu l'accord des autorités nationales. Qbuzz avait été vendu à la filiale transports routiers de la compagnie des chemins de fer italiens Ferrovie dello Stato Italiane, Busitalia - Sita Nord. Le contrat de vente a été signé le 13 juillet 2017,.

## Activité opérationnelle
En décembre 2008, Qbuzz a commencé à exploiter des services de bus en Frise et à Rotterdam. Lors du nouvel appel d'offres, les services de la Frise sont passés à Arriva en décembre 2016.
En décembre 2009, Qbuzz remporte la concession d'exploitation des services de bus de Groningen et Drenthe jusqu'en décembre 2019. En décembre 2011, Qbuzz commence à exploiter les services de bus et de tramway à Utrecht sous le nom "U-OV" jusqu'en décembre 2023,.
En janvier 2018, Qbuzz est sélectionné par la province de Zuid-Holland comme soumissionnaire privilégié pour un contrat qui combine l'exploitation du service ferroviaire MerwedeLingelijn sur la route Geldermalsen - Dordrecht avec les services d'autobus. Le 9 décembre 2018, Qbuzz reprend officiellement les services précédemment effectués par son concurrent Arriva sur le MerwedeLingeLijn.
En février 2018, Qbuzz - Busitalia a remporté le marché en concession, d'une durée de 8 ans, des transports publics des secteurs de Drechtsteden, Alblasserwaard en Vijfheerenlanden (DAV), entre Utrecht et Rotterdam, un bassin de plus de 400 000 habitants. Cela comprend la gestion de la ligne ferroviaire régionale entre Geldermalsen et Dordrecht (ligne MerwedeLingelijn) et les transports en autobus dans le secteur DAV.

## La flotte Qbuzz
En mars 2016, le parc roulant de la compagnie comprenait 686 autobus et 27 tramways.
Qbuzz a commandé 160 autobus électriques, pour un montant d'environ 100 millions d'euros, le 4 mars 2019. Il s'agit de 60 autobus du constructeur Ebusco, 43 autobus VDL Citea; 32 SLF 120, 11 SLFA 180 et 59 autobus  IvecoBus Heuliez GX 437 Elec, d'une capacité de 100 voyageurs, et 51 en option. 22 points de recharge ont été installés pour ces véhicules dans chacune des provinces desservies. Qbuzz a également annoncé l'achat prochain de 10 autobus a hydrogène supplémentaires ce qui portera son parc de 22 à 32 unités.

## Busitalia - Sita Nord
Après le rachat de Qbuzz, le 13 juillet 2017, le groupe BusItalia affiche un chiffre d'affaires pour 2017 de 460 millions d'euros avec plus de 130 millions de bus/km annuels, environ 2 millions de trains/km et 36 000 milles nautiques. La flotte globale de Busitalia comprend 3.000 autobus, 45 trains, 44 tramways et 8 navires.